# سعد قصيص محمد
سعد قصيص محمد (21 يونيو 2001، بالكويت) هو رائد أعمال ومستثمر وفاعل خير كويتي. هو مؤسس ورئيس مجلس إدارة مؤسسة "وي كير"، وهي منظمة تُركز على مشاريع التنمية المستدامة في المجتمعات المحرومة حول العالم. في مارس 2025، أُدرج اسمه ضمن قائمة فوربس لذوي التأثير الاجتماعي والتي تقل أعمارهم عن ثلاثين عاما.

## الدراسة
حصل سعد محمد على بكالوريوس التجارة من أكاديمية مانيبال للتعليم العالي، ثم أكمل دراسته وحصل على ماجستير في المالية من جامعة يوليوس ماكسيميليان في فورتسبورغ وجامعة أكسفورد.

## مؤسسة وي كير
في عام 2023، أسس سعد محمد مؤسسة "وي كير" لدعم مشاريع التنمية المستدامة في المجتمعات المحرومة. في أبريل 2024، وتحت قيادته، جمعت المؤسسة 350 ألف دولار أمريكي لدعم الابتكار في مجال الماس المُصنّع في المختبر.
في السودان، أطلقت مؤسسة "وي كير" العديد من المشاريع، بما في ذلك "مشروع تجديد المياه في دارفور" لتوفير مياه الشرب النظيفة، و"مبادرة الطاقة المتجددة في النيل الأزرق" لتثبيت شبكات الطاقة الشمسية الصغيرة في المناطق الريفية.

## الاستثمارات
في أغسطس 2024، تم تعيين سعد محمد في مجلس إدارة شركة زافي وشركاه، وهي شركة مصرية متخصصة في المنظمات غير الربحية. في مارس 2025، أصبح معروفًا كمستثمر محتمل في نادي كرة القدم الإنجليزي ريدينغ، الذي كان يعاني آنذاك من صعوبات مالية شديدة.

## المساعدات
في يونيو 2024، وبعد حريق بالكويت تسبب في وفاة 50 شخصًا- من بينهم 46 هنديًا- قامت مؤسسة وي كير بقيادة سعد محمد، بتنظيم مساعدات طارئة للضحايا.

## روابط خارجية
- سعد محمد على موقع قاعدة بيانات الأفلام على الإنترنت